# Moseleya latistellata
Moseleya latistellata là một loài san hô trong họ Faviidae. Loài này được Quelch mô tả khoa học năm 1884.